# Lepanthes lucifer
Lepanthes lucifer é uma espécie de orquídea (Orchidaceae) originária do Equador.